# Comuna Pidmîhailea, Kaluș
Pidmîhailea (în ucraineană Підмихайля) este o comună în raionul Kaluș, regiunea Ivano-Frankivsk, Ucraina, formată din satele Berejnîțea, Dobrovleanî și Pidmîhailea (reședința).

## Demografie
Componența lingvistică a comunei Pidmîhailea
     Ucraineană (99,72%)
     Alte limbi (0,26%)
Conform recensământului din 2001, majoritatea populației comunei Pidmîhailea era vorbitoare de ucraineană (99,72%), existând în minoritate și vorbitori de alte limbi.